# Argyrodines
Argyrodines is een kevergeslacht uit de familie van de boktorren (Cerambycidae). De wetenschappelijke naam van het geslacht werd voor het eerst geldig gepubliceerd in 1867 door Bates.

## Soorten
Argyrodines omvat de volgende soorten:
- Argyrodines aurivillii (Gounelle, 1905)
- Argyrodines pulchella Bates, 1867